# 徐庄声
徐庄声（1962年7月—），男，中华人民共和国外交官，曾任中华人民共和国驻巴塔总领事。

## 生平
1985年，进入中华人民共和国外交部工作，先后在外交部办公厅、驻爱尔兰大使馆、外交部纪委任职。2006年，任驻乌干达大使馆参赞。2007年，任外交部纪委参赞。2008年，任驻埃塞俄比亚大使馆参赞。2012年，任外交部纪委副司级参赞。2014年，任外交部办公厅信使队队长。2018年3月，出任中华人民共和国驻巴塔总领事。2022年12月，自驻巴塔总领事离任。

## 家庭
已婚，有一子。